# Eoneria maldonadoi
Eoneria maldonadoi är en tvåvingeart som beskrevs av Aczel 1961. Eoneria maldonadoi ingår i släktet Eoneria och familjen Neriidae. Inga underarter finns listade i Catalogue of Life.